# Michael Cuscuna
Michael Cuscuna (* 20. September 1948 in Stamford, Connecticut; † 20. April 2024) war ein US-amerikanischer Jazz-Produzent, besonders bekannt für seine Wiederveröffentlichungen bei Blue Note Records und bei Mosaic Records.

## Biografie
Cuscuna wuchs in New York auf und spielte Schlagzeug, Saxophon und Flöte, verfolgte aber von Anfang an eine Karriere als Musikjournalist und in der Plattenindustrie. Ende der 1960er Jahre hatte er ein Jazz-Programm für WXPN Radio und schrieb für Jazz-Magazine wie Down Beat. Anfang der 1970er Jahre begann er als Produzent für Atlantic Records zu arbeiten, wo er u. a. das Art Ensemble of Chicago und Dave Brubeck produzierte. Danach arbeitete er beispielsweise bei Motown und gab Platten des Impulse Labels bei ABC wieder heraus, bevor er 1975 bis 1981 umfangreiche Neuausgaben aus den Archiven von Blue Note Records organisierte und auch Musiker wie Tina Brooks der Vergessenheit entriss. 1982 gründete er mit seinem Blue-Note Kollegen Charlie Lourie Mosaic Records, die es sich zum Ziel setzten, vollständige Sessions in limitierter Auflage als Platten-Boxen neu herauszugeben. Außerdem setzte er seine Arbeit für die Neuauflage-Programme bei Blue Note und Impulse (die zu GRP gehören,  heute Verve Music Group) fort.
Als Produzent führte er mehrfach die Polls von Down Beat an. 1998 erhielt er einen Grammy für die Produktion von The Complete Capitol Recordings of the Nat King Cole Trio;
1999 Folgejahr wurde er für die Liner Notes des Reissues von Aufnahmen des Miles Davis Quintetts 1965 bis 1968 ausgezeichnet; 2002 wurde er mit einem weiteren Grammy für die Herausgabe von Lady Day: The Complete Billie Holiday On Columbia 1933–1944 geehrt. 2012 erhielt er den Bruce Lundvall Award auf dem Jazzfestival in Montreal.

## Bücher
- mit Michel Ruppli: Blue Note Label – a discography. Greenwood Press, revised edition 2001, 936 Seiten, ISBN 0313318263.
- mit Michel Lourie, Oscar Schnider: Blue Note: Jazz Photography of Francis Wolf. Universe Publishing 2000, ISBN 0789304937, deutsch 1995.